# Rakouská měrná soustava
Rakouská (Vídeňská, Dolnorakouská) měrná soustava byla v Čechách zavedena 1. 1. 1765 za panování Marie Terezie a platila jako jediná zákonná soustava v celém Rakousku až do zavedení metrické soustavy 23. července 1871 s platností od 1. ledna 1876.

## Jednotky délky

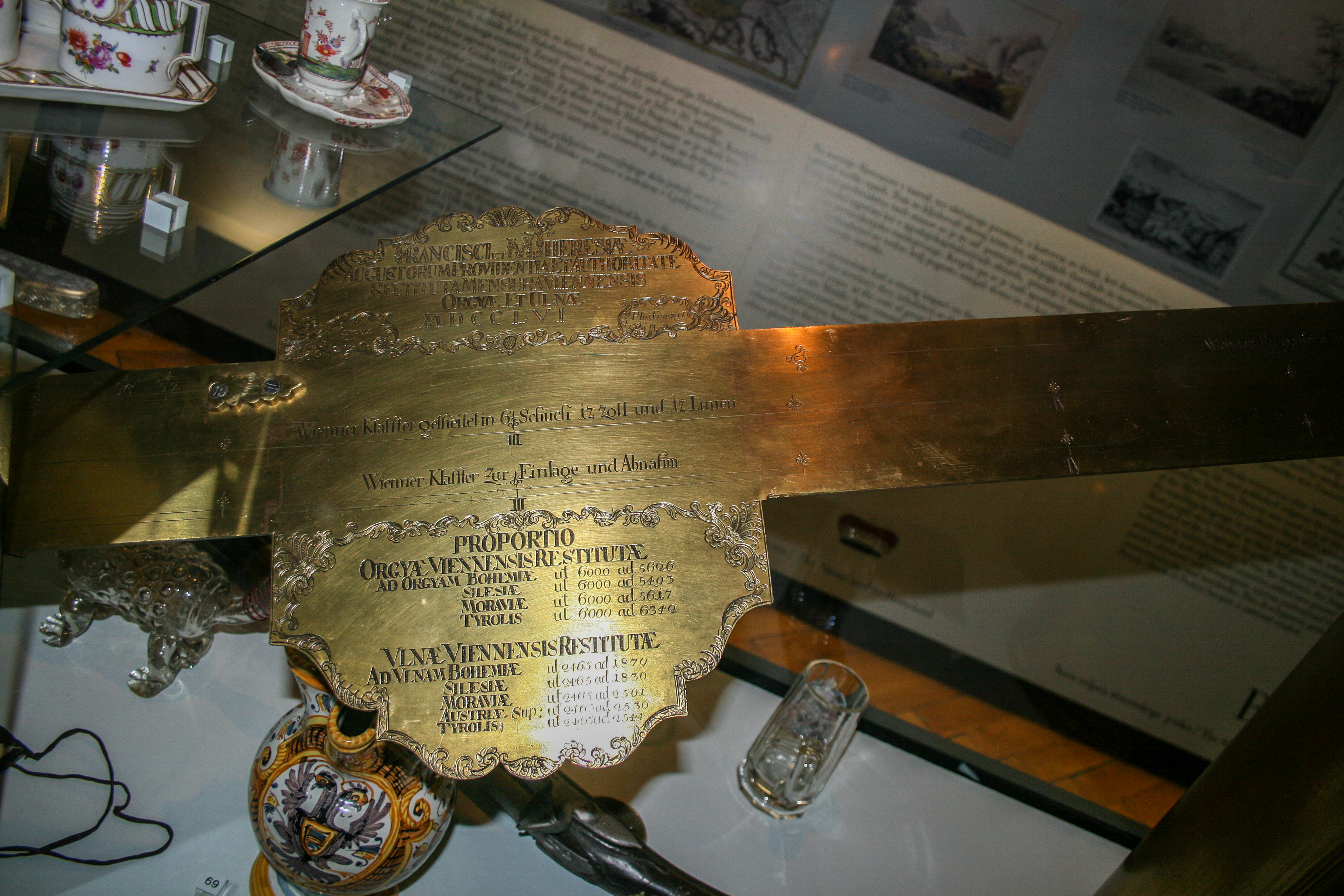
Etalon vídeňského sáhu

Základem soustavy délek byl vídeňský sáh.
- 1 bod = 0,1829 mm
- 1 čárka = 12 bodů = 2,195 mm
- 1 palec = 12 čárek = 2,634 cm
- 1 střevíc (stopa) = 12 palců = 31,6081 cm
- 1 vídeňský sáh = 6 střevíců = 189,6484 cm
- 1 německá míle = 2912 vídeňských sáhů =  5 522,561408 m
- 1 rakouská míle = 4000 vídeňských sáhů = 7 585,936 m

## Jednotky plošné míry
- 1 čtverečná stopa = 0,099907 m²
- 1 čtverečný sáh = 3,596652 m²
- 1 měřice = 1 918,21 m²
- 1 korec = 2 877,32 m²
- 1 jitro = 5 754,64 m²
- 1 řemenová tečka = 0,000345233 m²
- 1 řemenová čárka = 0,00416279 m²
- 1 řemenový palec = 0,0499535 m²
- 1 řemenová stopa = 0,599 442 m²
- 1 řemenový sáh = 3,596652 m²

## Jednotky objemu
- 1 žejdlík = 0,000358 m³
- 1 holba = 0,000707 m³
- 1 máz = 0,001415 m³
- 1 vědro = 0,056589 m³
- 1 krychlová stopa = 0,03157867 m³
- 1 krychlový sáh = 6,820992 m³

## Jednotky hmotnosti

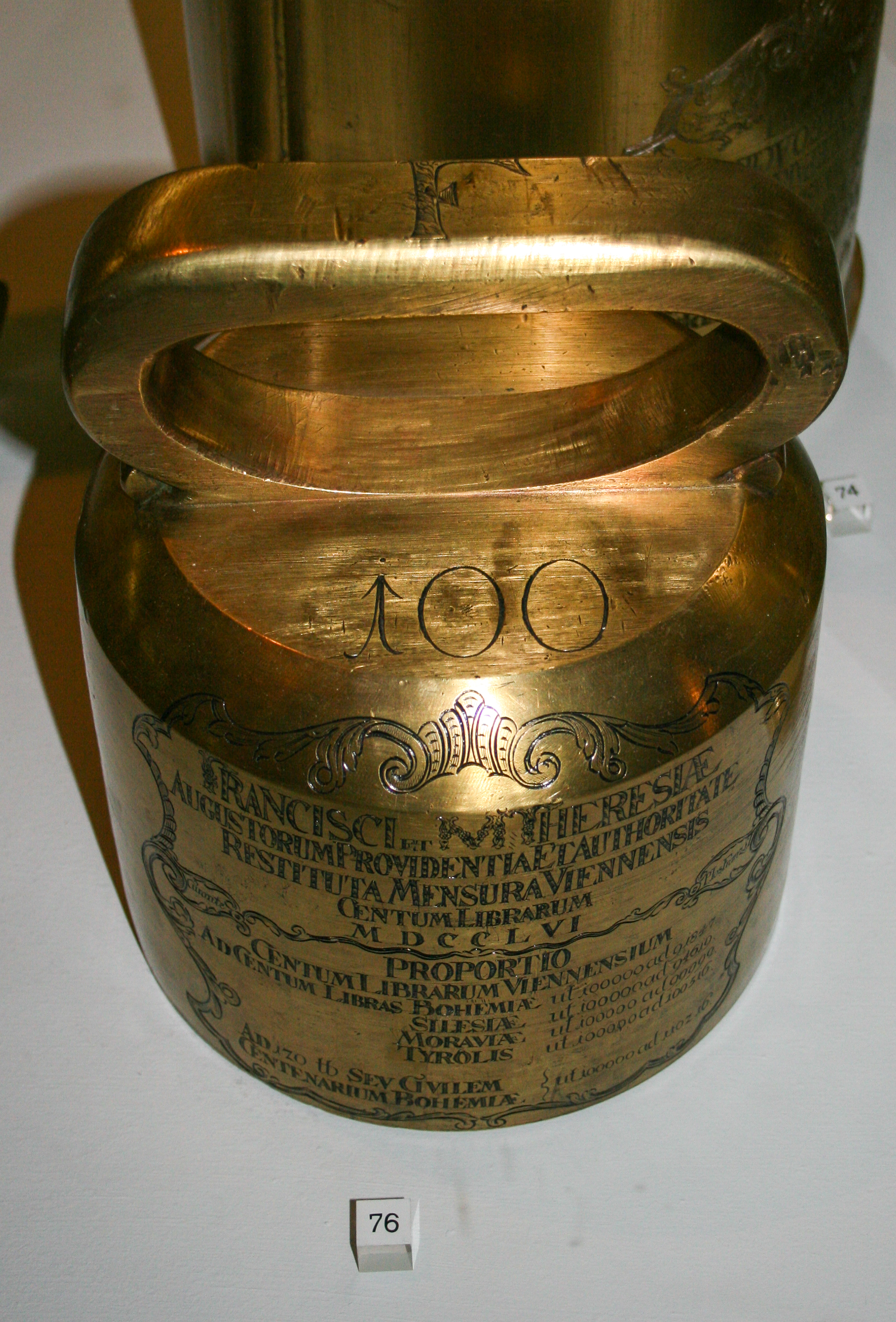
Etalon vídeňského centu

- 1 karát = 0,000206 kg
- 1 denár = 0,001096 kg
- 1 kvintlík = 0,004375 kg
- 1 lot = 0,017501 kg
- 1 marka (hřivna) = 0,280668 kg
- 1 lékárnická libra = 0,420045 kg
- 1 celní libra = 0,5 kg
- 1 libra (funt) = 0,56006 kg
- 1 celní cent = 50 kg
- 1 cent = 56,006 kg